# Cal Flavià
Cal Flavià és una obra de Solivella (Conca de Barberà) protegida com a Bé Cultural d'Interès Local.

## Descripció
Edifici situat darrere del castell que antigament va formar part de les propietats del senyor de Llorac. En procés de restauració amb façanes en bon estat de conservació de pedra vista, edificació de planta baixa i dues plantes superiors. A la planta baixa hi trobem la porta d'accés amb llinda sostinguda per permodols -queda visible la traça d'un antic portal amb forma d'arc- i un balcó. Al primer pis hi ha un balcó corregut amb barana de ferro que conté tres balconeres d'arc rebaixat. Per acabar, al darrer pis hi ha tres finestres amb arc peraltat.
Destaca l'escut de la cantonada. La porta principal presenta un escut amb la data 1739.